# Moëlan-sur-Mer
Moëlan-sur-Mer é uma comuna francesa na região administrativa da Bretanha, no departamento Finisterra. Estende-se por uma área de 47,45 km². Em 2010 a comuna tinha 6 898 habitantes (densidade: 145,4 hab./km²).